# Owrucz (stacja kolejowa)
Owrucz (ukr. Овруч) – węzłowa stacja kolejowa w miejscowości Owrucz, w rejonie korosteńskim, w obwodzie żytomierskim, na Ukrainie. Węzeł linii Kalinkowicze – Szepetówka z liniami do Strefy Wykluczenia i Białokurowicz.